# ورزشگاه شهدای قدس همدان
ورزشگاه شهدای قدس همدان قدمتی ۶۰ ساله دارد. این استادیوم که در دوران پهلوی احداث شده است نام نخست آن استادیوم ورزشی همدان بود که پس از انقلاب به استادیوم ورزشی آزادی تغییر نام یافت. در تاریخ ۲۵ تیر ماه سال ۱۳۶۱ مصادف با روز جهانی قدس زمین چمن این ورزشگاه هدف بمباران هواپیمای عراقی قرار گرفت و در اثر آن ۸۰ تن از نمازگزاران، در این بمباران کشته شدند. از آن روز به بعد نام شهدای قدس بر این ورزشگاه نهاده شد.
پس از انتقال تیم پاس به همدان این ورزشگاه که توجه آنچنانی به آن نمیشد، در تیرماه و مرداد ماه سال ۸۶ تا حدودی بازسازی شد تا حداقل شرایط برگزاری مسابقات را بدست بیاورد.
این ورزشگاه تا همین چند سال پیش میزبان مسابقات خانگی تیمهای پاس و شهرداری همدان در لیگهای کشوری بود که پس از منتقل شدن میزبانی این تیمها به ورزشگاه حاجی بابایی مریانج ، ورزشگاه قدس صرفا در لیگ استانی و رده های پایه مورد استفاده قرار میگیرد.